# フリードリヒ・フェール
フリードリヒ・フェール（Friedrich Fehr、1862年5月24日 - 1927年9月29日）はドイツの画家である。カールスルーエの美術学校(Staatliche Akademie der Bildenden Künste Karlsruhe) の教授などを務めた。

## 略歴
バイエルン州シュヴァインフルト郡のヴェルネク(Werneck)で公証人の息子に生まれた。ヴュルツブルクの高校で学んだ後、ミュンヘン美術院で学んだ。ヴュルツブルク出身の画家、マルティン・フォン・ヴァグナー(Martin von Wagner)の遺産で創立された財団からの奨学金を受けて1885年から1890年の間はイタリアに留学した。
1890年にイタリアから戻った後、ミュンヘンに住み、ルートヴィヒ・シュミット＝ロイテ(Ludwig Schmid-Reutte)とパウル・ナウエン(Paul Nauen）と私立の美術学校を開き、エミール・ノルデやクララ・ヴェストホフといった有名なアーティストもこの学校に加わった。1897年に結婚した。
1897年からカールスルーエの美術学校で教え始め、1899年の4月から7月はミュンヘン芸術家協会の女性のための絵画教室で教え、その年からカールスルーエの美術学校の教授になり、1923年に美術学校が改組されるまで教授を続けた。この時のフェールの教えた学生には、ルキアノヴィッチ（Wladimir Lukianowitsch von Zabotin)、ヴィルヘルム・ヘンフィング、 ラインケン(Margarethe von Reinken) や アレクサンデル・カノルトがいる。1904年から1919年の間はカールスルーエに作られた女性のための美術学校、Malerinnenschule Karlsruheの教授も務めた。
引退後はバイエルン州のポリングで暮らした。
カールスルーエの広場(Stephanplatz)に造られた噴水(Stephanienbrunnen)のモニュメントにカールスルーエゆかりの14人の芸術家の一人としてデザインされている。

## 作品

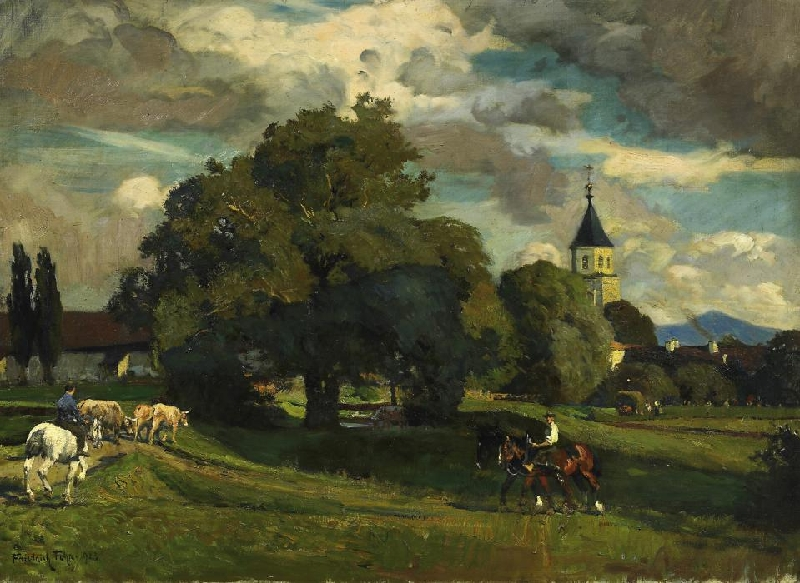
南ドイツの教会のある風景
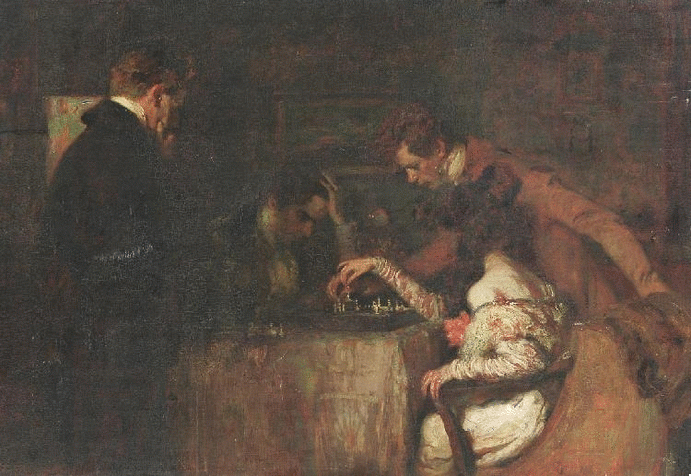
チェスプレーヤー(1901)
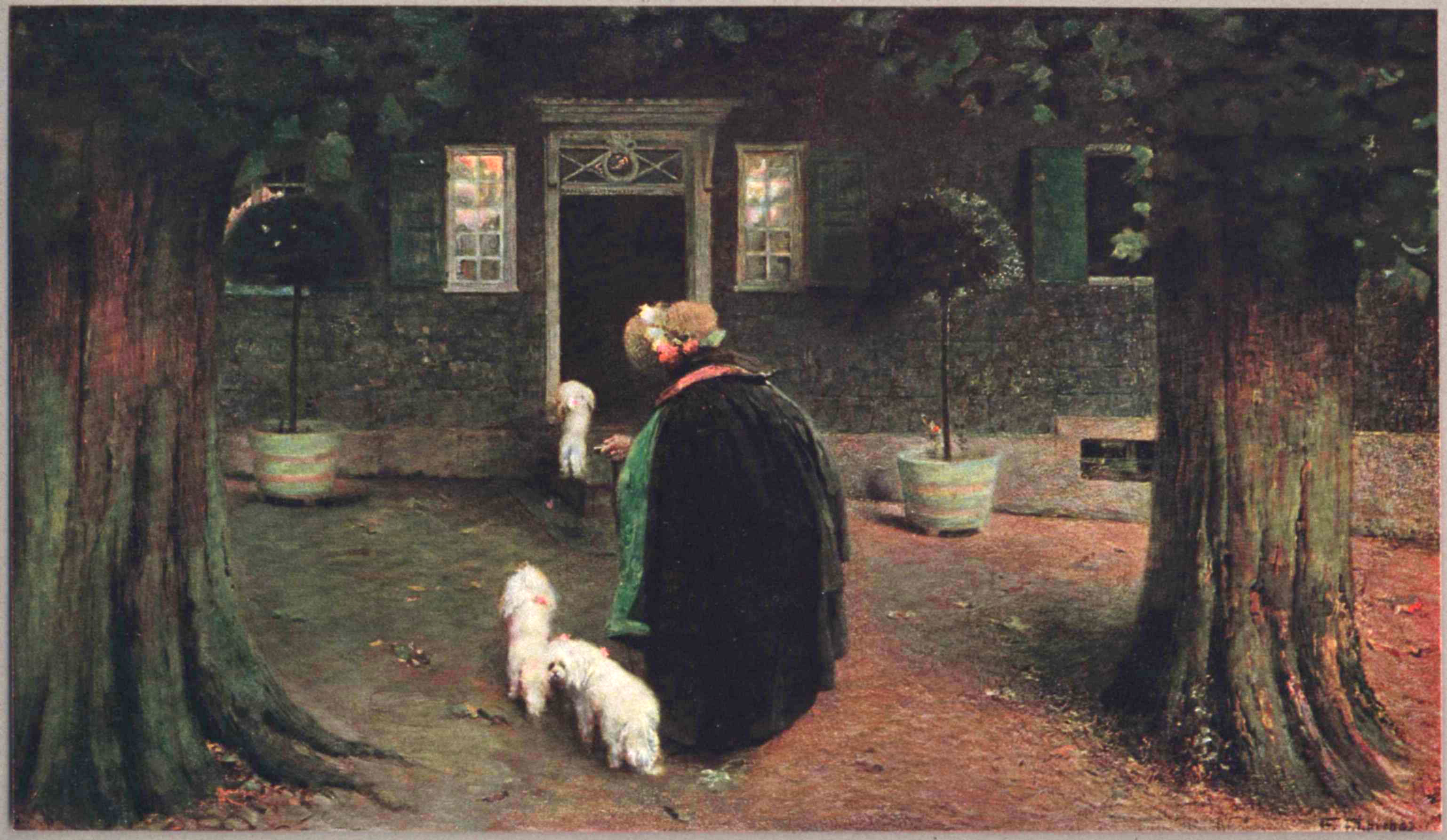
老人

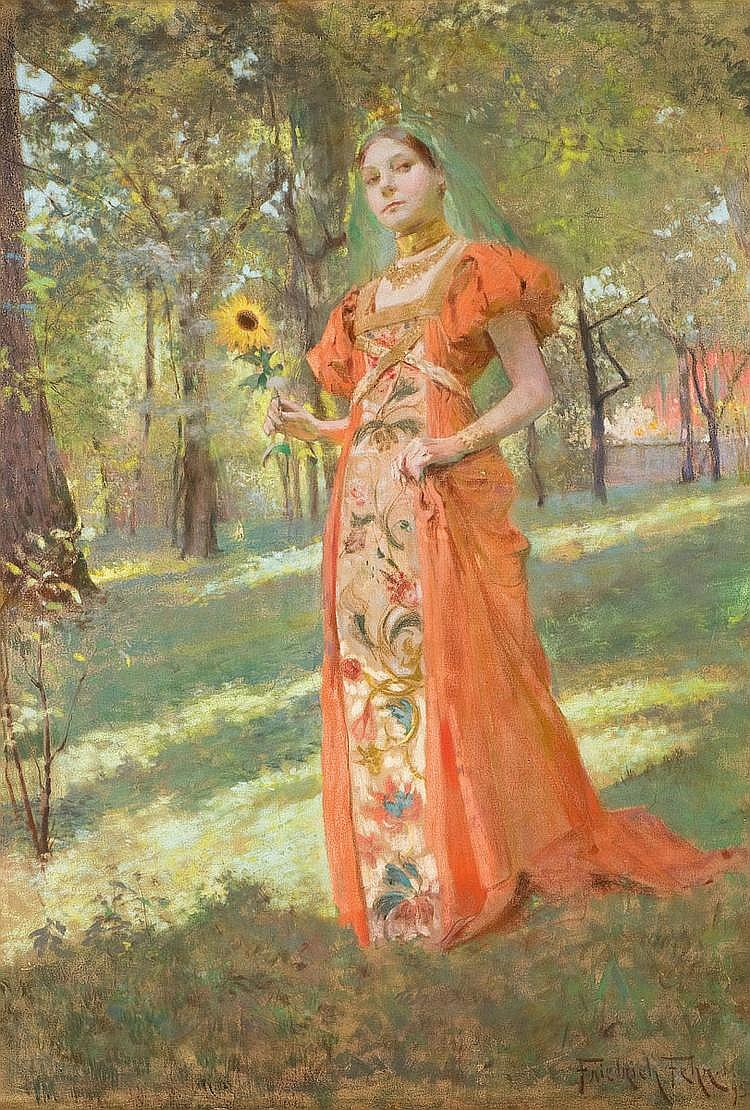
ヒマワリを持つ少女 (1895)
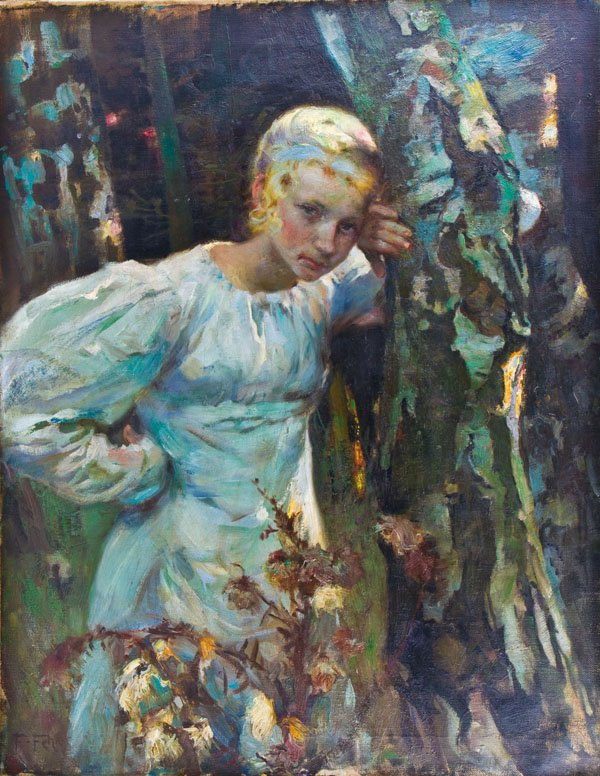
少女像
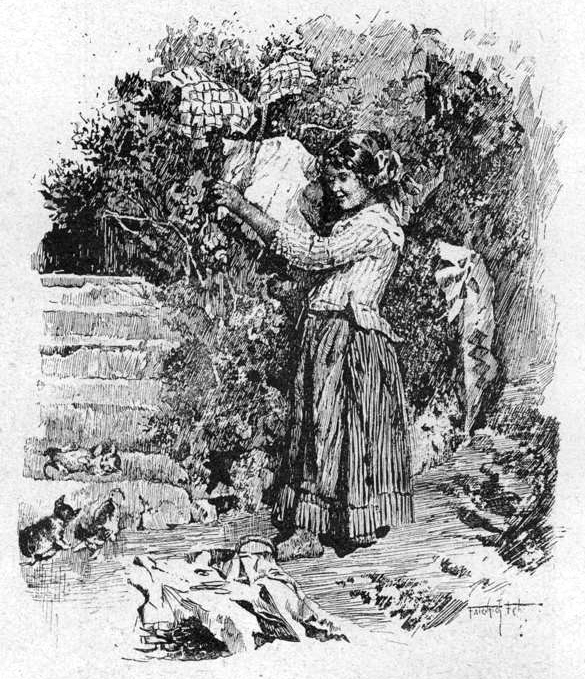
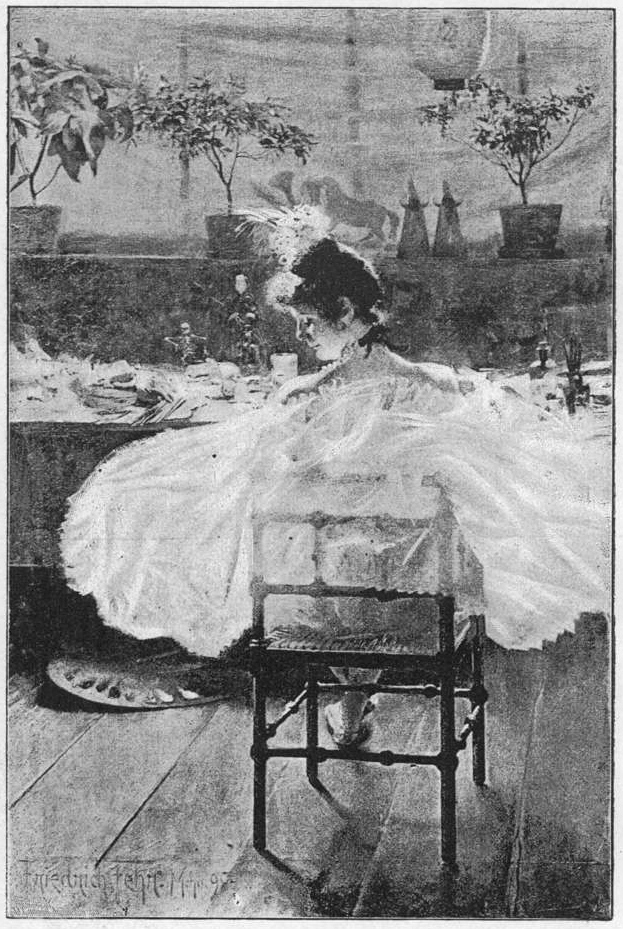